# Revere, Massachusetts
Revere är en stad i Suffolk County i Massachusetts, cirka 8 kilometer nordöst om Boston. Folkmängden uppgick till 51 755 invånare vid folkräkningen 2010.

## Historia
Området var först känt som Rumney Marsh, och bosattes 1626. 
Det var från 1634 fram till 1739 en del av Boston. Då bröts områdena Rumney Marsh, Winnisemmet och Pullen Point loss och bildade staden Chelsea. 1846 bodde majoriteten av Chelseas befolkning i Winnisemmet, och områdena Rumney Marsh och Pullen Point bildade den egna staden North Chelsea. 1852 bröts Pullen Point loss och bildade staden Winthrop. North Chelsea döptes 1871 om till Revere för att hedra Paul Revere.